# Call of Duty: Vanguard
Call of Duty: Vanguard é um jogo eletrônico de tiro em primeira pessoa desenvolvido pela Sledgehammer Games e publicado pela Activision. Foi lançado em 5 de novembro de 2021 para Microsoft Windows, PlayStation 4, PlayStation 5, Xbox One e Xbox Series X/S.
Serve como o décimo oitavo título da franquia Call of Duty, estabelecendo um enredo baseado no nascimento das forças especiais para enfrentar uma ameaça emergente no final da Segunda Guerra Mundial. O contexto do enredo atual é contado em flashbacks dos personagens através de várias frentes da guerra.

## Enredo
A história de Vanguard é contada ao longo de vários pontos no tempo e de ordem não cronológica.

### Campanha
Em agosto de 1941, o 2.º tenente Lucas Riggs está estacionado em Tobruque, Líbia, como parte da guarnição dos "Ratos de Tobruk" liderada pela Austrália. Após uma tentativa fracassada de emboscada contra um comboio alemão, Riggs é designado para recuperar suprimentos para o Exército Britânico, ao lado de seu companheiro "Des" Wilmot e do tenente britânico Richard Jacobs. Riggs, Des e Jacobs conseguem encontrar informações relacionadas ao general Erwin Rommel e destroem um depósito alemão no processo, mas eles foram detidos pelo major Henry Hamms por insubordinação. Em 1942, durante a Segunda Batalha de El Alamein, Riggs e os Ratos recebem ordens de Hamms para formar uma linha defensiva, porém Riggs desobedece ao comando e, junto a Des, tentam retomar uma colina e chamar o apoio dos bombardeiros. Os dois conseguem — embora Des seja morto em combate. Irritado e frustrado com o desprezo pela contribuição dos Ratos para a luta, Riggs agride Hamms, resultando em uma pena de prisão.
Em junho de 1942, o piloto da Marinha dos Estados Unidos, tenente Wade Jackson, participa da Batalha de Midway ao lado de seu artilheiro de cauda, Mateo Hernandez. Em novembro de 1943, enquanto atacava o Exército Imperial Japonês em Bougainville, o avião de Jackson e Hernandez foi abatido e os dois foram capturados por soldados japoneses. Eles são resgatados pela 93.ª divisão de Infantaria, que mais tarde os ajuda a adquirir uma Aichi D3A para ajudar a divisão na retomada da ilha.
Em agosto de 1942, a enfermeira do Exército Vermelho, Polina Petrova, testemunhou a invasão de Stalingrado pelos alemães. Ela não consegue salvar seu pai Boris de ser executado pelas tropas inimigas, mas consegue escapar com seu irmão Misha e vários guerrilheiros soviéticos. Petrova eventualmente adquire o apelido de "Dama da Morte" enquanto persegue Leo Steiner, o comandante da Wehrmacht responsável pela invasão. Em janeiro de 1943, Petrova e Misha tentam assassinar Steiner em Stalingrado, mas Misha fica gravemente ferido, se sacrificando para dar a Petrova tempo para escapar. Petrova finalmente confronta Steiner e o mata; seu exército pessoal inspira os cidadãos de Stalingrado a recuperarem a cidade dos nazistas. Ela então volta seus olhos para o superior de Steiner, Hermann Freisinger.
Em junho de 1944, o paraquedista britânico, sargento Arthur Kingsley, participa da Operação Tonga, onde ele e o regimento de paraquedistas ajudam a destruir a bateria de armas Merville e várias outras pontes para ajudar as forças Aliadas a invadir a Normandia. Kingsley faz amizade com o colega paraquedista, o sargento Richard Webb, que mais tarde se tornaria o braço direito de Kingsley.
Kingsley, Webb, Petrova, Jackson e Riggs, ao lado de um sexto soldado chamado Milos Novak, seriam eventualmente recrutados pelo capitão Carver Butcher para formar a primeira força-tarefa de operações especiais, o indicativo de chamada "Vanguard". Kingsley é nomeado o líder da força-tarefa. Em abril de 1945, a Força-Tarefa Vanguard sequestra um trem para Hamburgo, em busca de informações sobre o Projeto Fênix, um programa nazista secreto dirigido por Freisinger. Enquanto se infiltrava em um submarino Kriegsmarine, o esquadrão é capturado pelos homens de Freisinger, menos Jackson, que os evitou, e Novak, sendo espancado até a morte por Freisinger. A equipe ficou retida no quartel-general da Gestapo em Berlim, onde Freisinger nomeia o oficial da Schutzstaffel, Jannick Richter, para interrogá-los. Jackson também é capturado após tentar roubar um avião; Richter desmoraliza a equipe ao executar Webb.
Não tendo conhecimento do propósito do Projeto Phoenix e do envolvimento de Freisinger, Richter tenta aprender mais interrogando Petrova e Riggs sobre a conexão de Steiner e Rommel com Freisinger. Ele deduz que o projeto foi uma tentativa de golpe, a fim de nomear Freisinger como o novo führer do Quarto Reich. Enquanto Berlim fica sitiada pelo Exército Vermelho após o suicídio de Adolf Hitler, Riggs foge do interrogatório e liberta o esquadrão, enquanto Kingsley mata Richter para vingar Webb. A Vanguard persegue Freisinger até o aeroporto, onde eles finalmente o prendem e o queimam vivo. Os quatro então embarcam no avião da Luftwaffe de Freisinger, descobrindo vários documentos e ativos alemães, revelando operações secretas nazistas globais. Kingsley decide seguir o Projeto Aggregat, uma instalação secreta de foguetes V-2, e ordena que Jackson voe até lá em sua perseguição.

### Warzone
Em 1944, Butcher começa a supervisionar a Operação Vulcan, uma missão ultrassecreta do Executivo de Operações Especiais (SOE) para caçar soldados e cientistas do Eixo que fugiram para o sul do Pacífico. Em dezembro de 1944, Butcher desdobra-se com a Força-Tarefa Trident à Ilha Caldera, mas seu avião é abatido por um antiaéreo, deixando os três membros do Trident presos. Enquanto a força-tarefa tenta navegar pela ilha, Butcher tropeça na entrada de um bunker nazista na praia onde ele pousou.

### Zombies
O modo cooperativo Zombies retorna em Vanguard, desenvolvido pela Treyarch em colaboração com a Sledgehammer Games. O modo é considerado uma expansão da história Dark Aether e atua como um prólogo para a história de Black Ops Cold War.  No lançamento, o jogo apresenta um novo mapa intitulado "Der Anfang", que combina aspectos da jogabilidade de sobrevivência baseada em rodadas com a jogabilidade baseada em objetivos de Outbreak e Onslaught, ambos novos modos de jogo introduzidos em Cold War. Elementos de jogabilidade de Cold War retornam em Vanguard, como moedas Essence e Salvage, e atualizações de campo alimentadas por Dark Aether, além de itens de jogabilidade clássicos de Zombies, como vantagens e a máquina Pack-a-Punch. Um novo recurso de jogabilidade, o Altar of Covenants, permite que os jogadores comprem buffs aleatórios a cada rodada, permitindo uma variedade em builds de combate. Atualizações pós-lançamento para Zombies apresentam objetivos adicionais para Der Anfang, incluindo uma missão principal para progressão da história, bem como novos Covenants e atualizações de campo. Um mapa adicional, "Terra Maledicta", também foi adicionado ao jogo em fevereiro de 2022 como parte da atualização de conteúdo da 2ª temporada. Mapas clássicos baseados em rodadas foram anunciados para Vanguard em abril de 2022, com o primeiro mapa, um remake do mapa "Shi no Numa" de Call of Duty: World at War, lançado na 4ª temporada. O segundo mapa baseado em rodadas, "The Archon", foi lançado na 5ª temporada, que também foi o mapa final lançado para o modo.